# Bni Yagrine (Maroc)
Bni Yagrine (بني ياݣرين en arabe) est un petit village et commune rurale de la province de Settat qui fait partie de la région de Chaouia-Ouardigha, au Maroc. Selon le recensement de 2004, cette commune rurale compte 11 957 habitants vivant dans 1 572 ménages.